# 崔士俊
崔士俊，字再祁，直隸唐縣（今河北省唐縣）人，清朝政治人物。

## 生平
順治三年（1646年）丙戌科進士，授雲南道监察御史，上疏論劾，謫汀州府推官。不久擢江南道監察御史。著作有《書義詩集》行世。《唐縣志》有傳。